# ギャラクシートラッカ―
ギャラクシートラッカー（英語: Galaxy Trucker、「銀河トラック運転手」の意味）は、2〜4人用のSFボードゲームである。作者はヴラータ・フヴァチル。海外では新版が出版され、2022年に新版での日本語版がホビージャパンから発売された。海外では、拡張がいくつか出版されているが、日本語版は未発売。
なお、作者自身がこのゲームのデジタル版を公開している（ただし日本語未対応）。iPadでは2014年10月7日、iPhoneとAndroidでは2014年12月24日 、Windows Phoneでは2015年4月14日に公開された。

## 遊び方
ゲームは3ラウンド製になっている。ラウンドを進めるごとに、宇宙船のサイズが大きくなっていくが、その分難しい困難にも直面しやすくなっている。各ラウンドは、組み立て、航行、収支計算の3段階に分かれている。

### 組み立て
プレイヤーはこのタイミングで宇宙船の作成を行う。このゲームのメインとなるフェーズに当たる。すべてのタイルは裏に配置され、組み立てを行うが、このゲームでは手番が存在せず、全プレイヤーが同時に手番を行う。最も早く組み立てを終了したプレイヤーは砂時計を回し、制限時間を設けることができる。なお、この時点でタイルを1枚以上配置していれば、組み立て中にセットされた山札を見ても構わない。山札は4つ置かれ、うち3つはプレイヤーが手に取って確認することができる。

### 航行
4つに分かれたカードの山札をすべてシャッフルし、1つの山にする。時間トラック上で最も早く進んでいるプレイヤーがリーダーとなり、カードをめくる。カードにはプラスの効果もあれば、マイナスの効果（流星群、商品のある惑星、交戦宙域、海賊など）が含まれている。カードの効果によって、商品を船に積み込んだりもできるが、他のプレイヤーやNPCとの戦闘も行ったり、船のパーツが破壊されることもある。

### 収支計算
航行が終了した後、各プレイヤーは航行中に受け取ったクレジット(得点)に加え、持ち帰った商品、時間トラック上での順位による収益、宇宙船のパーツが破壊されたことによる支出を計算する。
この時点で収支がプラス（計算した結果が+1以上）であればそのプレイヤーは勝利となる。
このため、複数のプレイヤーが勝利することも、勝者が全くいないこともあり得る。